# مامي ايزنهاور
ماري جينيفا "مامي" أيزنهاور  (بالإنجليزية: Mamie Eisenhower) (14 نوفمبر، 1896 - 1 نوفمبر 1979) كانت زوجة الرئيس دوايت أيزنهاور والسيدة الأولى في الولايات المتحدة من 1953 حتى 1961.
ولدت في بون بولاية أيوا، ونشأت في أسرة ثرية في كولورادو. تزوجت في عام 1916 من أيزنهاور الذي كان حينها ملازمًا في جيش الولايات المتحدة، قامت على تدبير المنزل وعملت كمضيفة للضباط العسكريين أثناء تنقلهم بين مواقع مختلفة في الولايات المتحدة وبنما والفلبين وفرنسا. كانت علاقتهما معقدة بسبب غيابه المنتظم عن البيت في الخدمة العسكرية، ووفاة ابنهما البكر في سن الثالثة. أصبحت شخصية بارزة خلال الحرب العالمية الثانية بصفتها زوجة الجنرال أيزنهاور.
وباعتبارها السيدة الأولى، مُنحت أيزنهاور سيطرة شبه كاملة على نفقات البيت الأبيض وجدول مواعيده. كانت تدير الموظفين عن كثب، وكان اقتصادها واضحًا في وضع ميزانية البيت الأبيض طوال فترة ولايتها. وقد استضافت العديد من رؤساء الدول الأجنبية ممارسة دور المضيفة. لم تبدِ اهتماماً كبيراً بالسياسة ونادراً ما كانت تشارك في المناقشات السياسية، على الرغم من أنها دعمت قضايا رعاية الجنود والحقوق المدنية. كان توازنها ضعيفاً بسبب مرض منيير، مما أدى إلى انتشار شائعات عن إدمانها للكحول. كانت سيدة أولى مشهورة، وعُرفت كأيقونة للموضة، واشتهرت بتسريحة شعرها الأيقونية واستخدامها المتكرر للون الوردي. دام زواجها من آيزنهاور 52 عامًا، حتى وفاته في عام 1969. أمضت معظم فترة تقاعدها وترمُّلها في مزرعة العائلة في جيتيسبيرغ بولاية بنسلفانيا، قبل أن تعود إلى واشنطن في سنواتها الأخيرة، حيث توفيت في عام 1979.

## وصلات خارجية
- Mamie Doud Eisenhower, Dwight D. Eisenhower Presidential Library
- Papers of Mamie Doud Eisenhower, Dwight D. Eisenhower Presidential Library
- مامي ايزنهاور على موقع IMDb (الإنجليزية)
- مامي ايزنهاور على موقع الموسوعة البريطانية (الإنجليزية)
- مامي ايزنهاور على موقع مونزينجر (الألمانية)
- مامي ايزنهاور على موقع إن إن دي بي (الإنجليزية)
- مامي ايزنهاور على موقع قاعدة بيانات الفيلم (الإنجليزية)
- Mamie Eisenhower Letters at Gettysburg College
- Mamie Doud Eisenhower Birthplace, historic house museum in بون (آيوا)
- Papers of Mary Jane McCaffree (Social Secretary to Mamie Eisenhower), Dwight D. Eisenhower Presidential Library
- Papers of Dr. Wallace Sullivan regarding Mamie Eisenhower's medical history, Dwight D. Eisenhower Presidential Library
- Mamie's Million Dollar Fudge Recipe, Dwight D. Eisenhower Presidential Library
- مامي ايزنهاور على موقع فايند أغريف
- Mamie Eisenhower at سي-سبان's First Ladies: Influence & Image